# Julio Autonio Mella
Julio Autonio Mella McPartland (født 25. marts 1903, død 10. januar 1929) var sammen med Carlos Baliño medstifter af Cubas Socialistiske Folkeparti 1925-67. Han blev i 1929 myrdet af Vittorio Vidali i sit eksil i Mexico. Først blev Cubas diktator Gerardo Machado mistænkt for mordet, men nye kilder[kilde mangler] taler for at det var Josef Stalin, der fik Mella myrdet.
Vittorio Vidali stod også centralt i mordforsøgene på Lev Trotskij i Mexico i 1940.
| Portal | Portal:Kommunisme |